# 宛平城站
宛平城站是北京地铁16号线一座车站，位于中国北京市丰台区宛平街道京港澳高速公路北輔路（卢沟桥南路）北侧中国人民抗日战争纪念雕塑园地下，以临近的宛平城命名。本站于2023年12月30日随16号线剩余段开通。

## 车站设计
宛平城站全长480.8米，属于地下二层岛式车站，主体结构为双层双柱三跨框架结构，车站東端為站前一條渡線，西端为站后雙存車线，预留向西延伸的条件。车站主体结构采用明挖法施工，站前及站后部分区间为暗挖施工，其中站后171米的暗挖区间位于永定河古河床沉积层，含较多的大粒径漂卵石，为此该区间采用机械化暗挖。
本站内部装潢以“宛平记忆”为设计主题，由中央美术学院建筑学院副院长崔冬晖担任设计顾问，中央美术学院轨道交通研究中心完成设计。

### 楼层
| G                 | 地面 | 出入口                                                                                        |
| B1                | 站厅 | 客服中心、自动售票机                                                                          |
| B2                | 站台 | \| \| \| █ 16号线落客 \| \| 島式 · 開左邊车门 \| \| \| \| \| \| █ 16号线往北安河（洪泰庄） \| |
|                   |      | █ 16号线落客                                                                                  |
| 島式 · 開左邊车门 |      |                                                                                               |
|                   |      | █ 16号线往北安河（洪泰庄）                                                                    |

### 站厅
宛平城站的站厅位于地下一层，宽19.7米。
站厅侧墙为崔冬晖、郭立明设计的三角折板壁画，将红蓝两种色调的画面通过AB折面的形式展现。

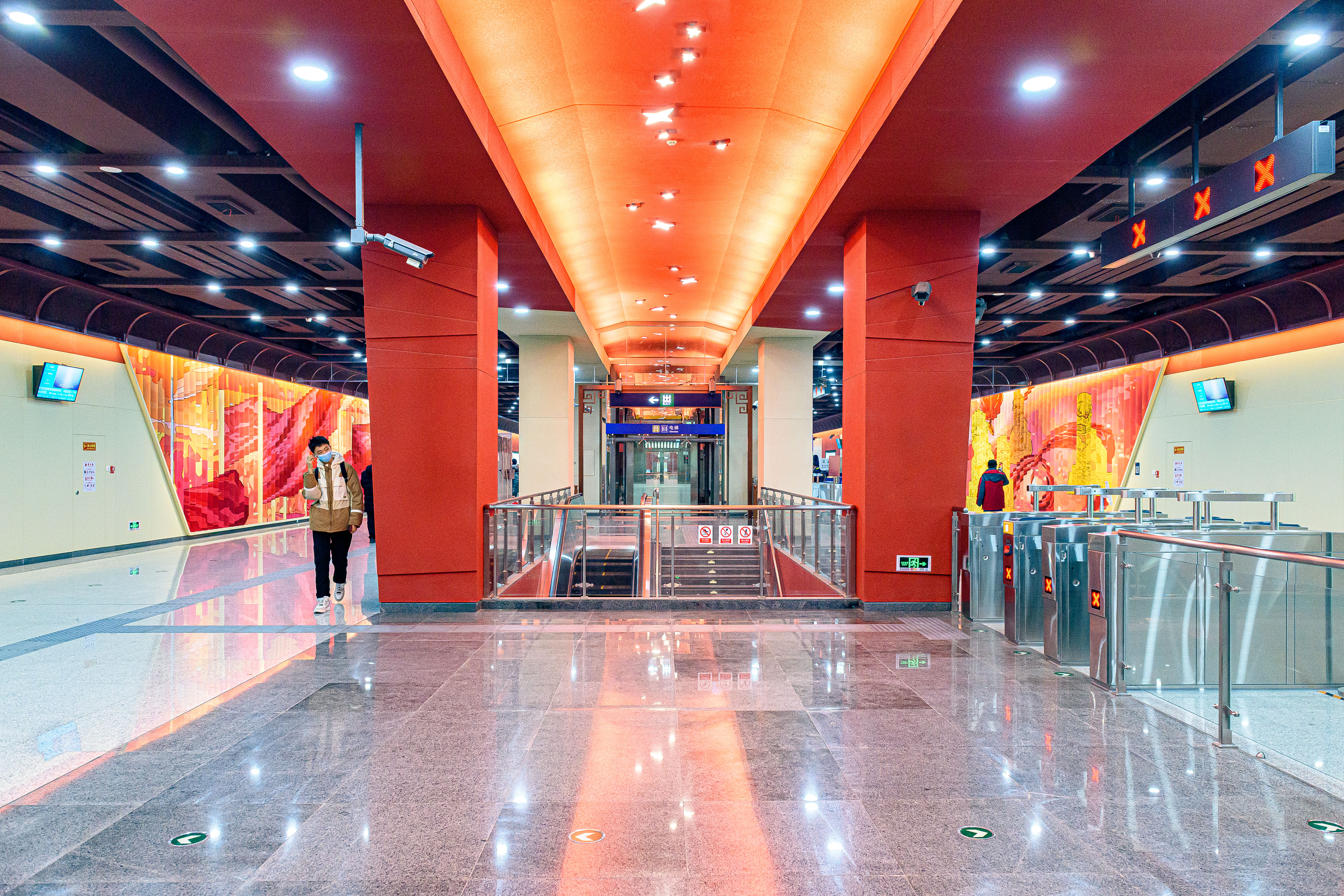
西向东视角，壁画显现红色调
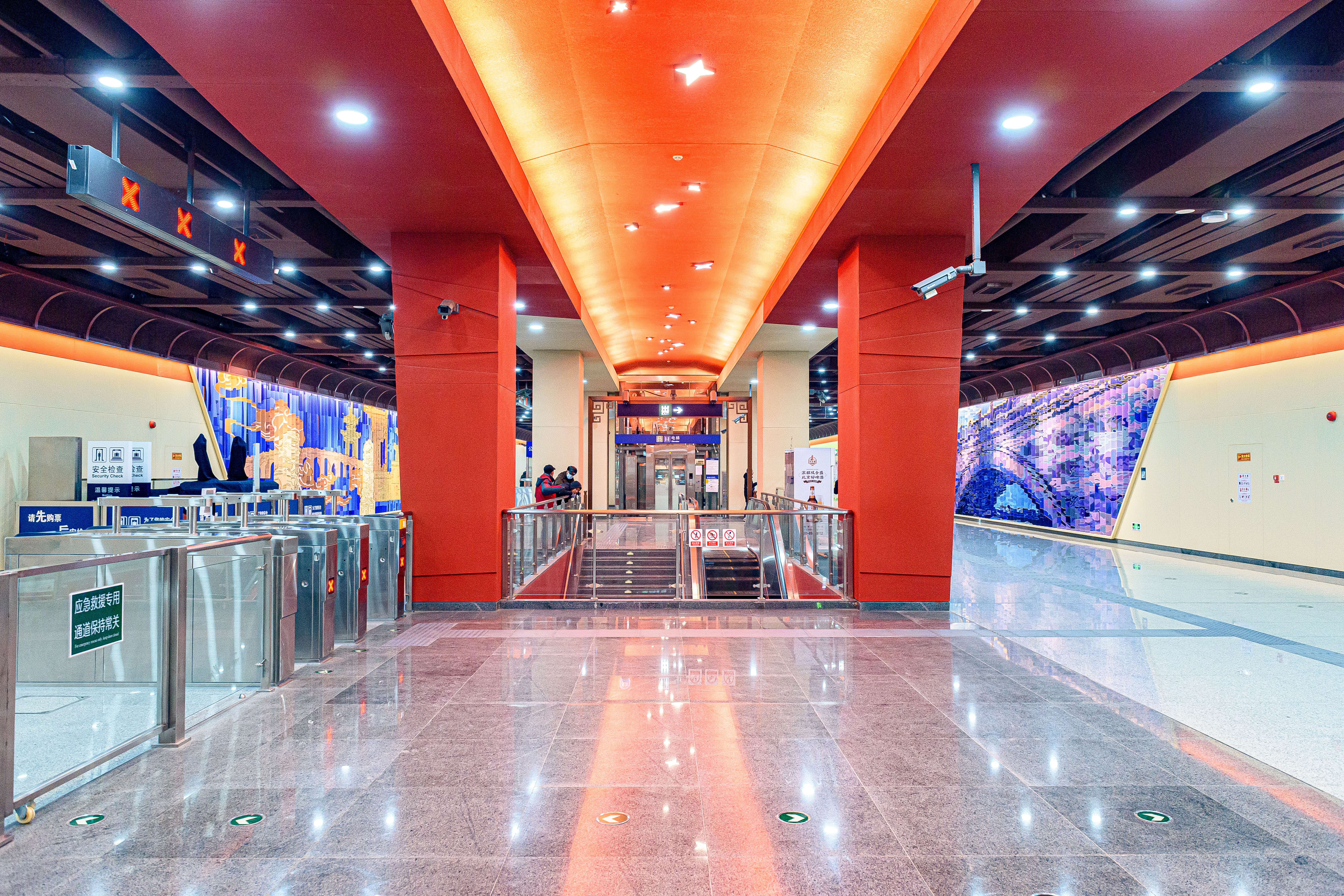
东向西视角，壁画显现蓝色调

### 站台
宛平城站设有1个岛式站台，位于抗战雕塑园地底，站台宽12米。由于16号线列车在本站采取站后折返，北侧路轨为落客专用，南侧路轨为上客专用。

### 出入口
宛平城站在京港澳高速公路北侧设2个出入口（C1、D），南侧设1个出入口（C2）。
|                           |                    |                                                        |      |            |
| 編號                      | 指示               | 建議前往的目的地                                       | 照片 | 无障碍设施 |
| 出口 · C · 1 · 升降机标志 | 卢沟桥南路（北侧） | 东关南街、晓月中路、中国人民抗日战争纪念雕塑园（东门） |      |            |
| 出口 · C · 2              | 京港澳高速（南侧） | （暂未建成）                                           |      | 不適用     |
| 出口 · D                  | 卢沟桥南路（北侧） | 雕塑园前碉堡、中国人民抗日战争纪念雕塑园（西门）       |      | 不適用     |
| 註： 設有                 |                    |                                                        |      |            |

## 历史

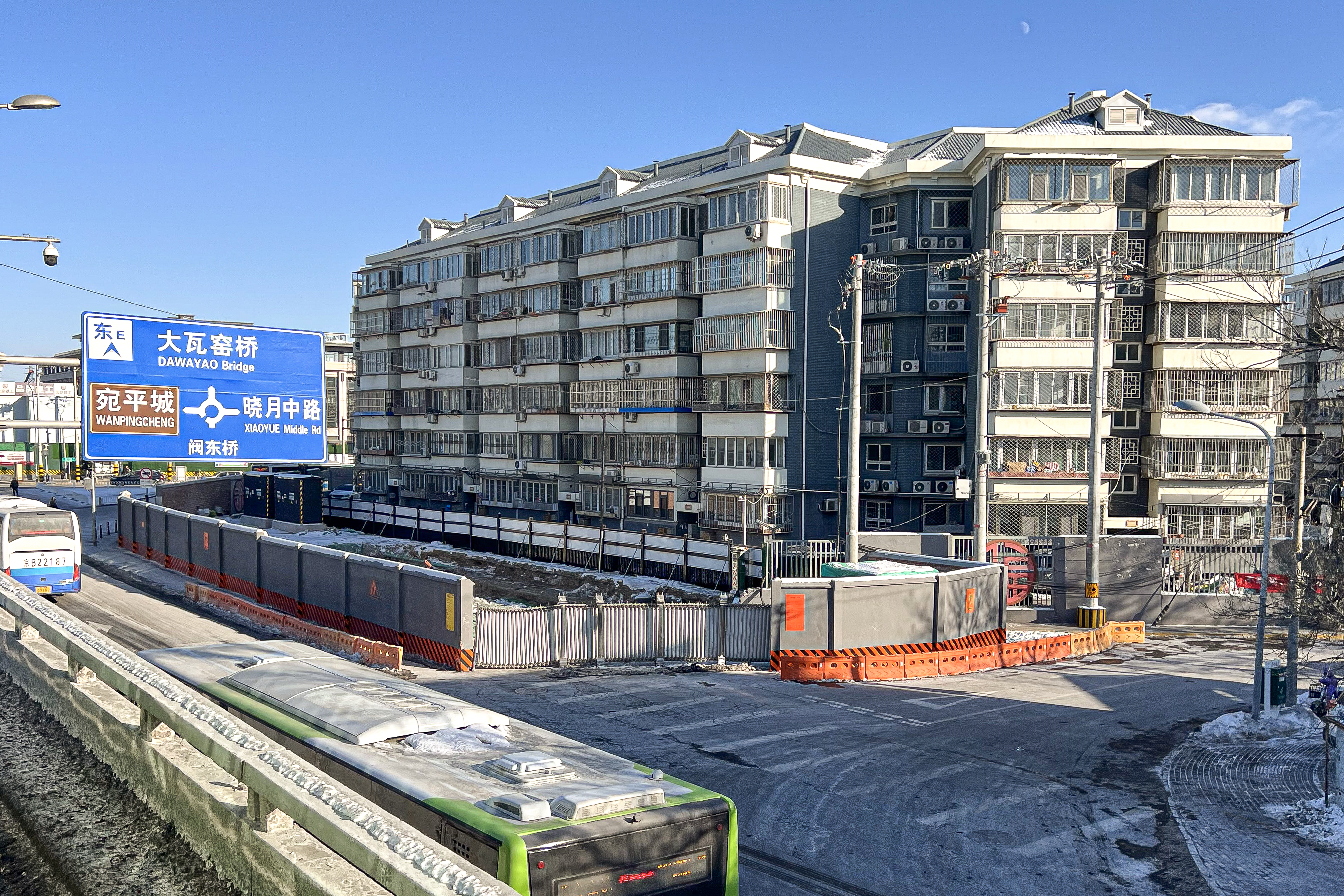
宛平城站C2口工地（2023年12月20日）

14号线早期曾规划经过宛平城地区，但规划方案于2008年变更为距宛平城较远的方案，宛平城一带居民为此于2008年11月发起签名请愿活动，呼吁14号线在雕塑园设站。但由于工程难度等因素，14号线最终并未在宛平城一带设站，该线距宛平城一带最近的车站为大瓦窑站。
2010年提出的16号线规划方案也曾以卢沟桥晓月苑为终点，但在同年12月末经北京市政府原则同意的规划方案中，16号线南端终点改为榆树庄，晓月苑居民为此于2011年1月初再次发起签名等活动，呼吁保留晓月苑站，唯当时晓月苑站是否保留一事仍未最终确定。2011年5月，铁三院发布的《北京地铁16号线工程环境影响评价信息二次公示》显示，16号线由榆树庄延长3公里至宛平站。
2013年4月25日，宛平城站的设计方案开始公示，同年12月实现进场施工。该站于2015年5月18日完成雕塑群核心区内的明挖基坑段结构封顶，车站主体结构则于2017年10月17日全部封顶。
2020年5月，国家文物局对本站的设计方案提出了三项补充完善措施，其中包括施工与运营期间文物安全监测方案的制定、地面建筑设施设计的优化、对设计方案与文物影响评估报告内容的详细校核。
在2022年9月1日发布的《关于轨道交通16号线（木樨地站-宛平城站）工程沿线车站命名预案的公示书》中，本站仍称宛平城站，在2022年11月1日发布的地名公告中亦维持这一站名。
2023年12月30日首班车起，本站正式启用。